# Loktajävroaivi
Loktajävroaivi är en kulle i Finland. Den ligger i Utsjoki kommun i landskapet Lappland, i den norra delen av landet, 1 100 km norr om huvudstaden Helsingfors. Toppen på Loktajävroaivi är 431 meter över havet, eller 92 meter över den omgivande terrängen. Bredden vid basen är 2,5 km. Loktajävroaivi ingår i Paistunturit.
Terrängen runt Loktajävroaivi är platt åt sydväst, men åt nordost är den kuperad.  Trakten runt Loktajävroaivi är nära nog obefolkad, med mindre än två invånare per kvadratkilometer. Närmaste större samhälle är Utsjoki by, 14,1 km nordost om Loktajävroaivi. Omgivningarna runt Loktajävroaivi är i huvudsak ett öppet busklandskap.